# Venere e Amore spiati da un satiro

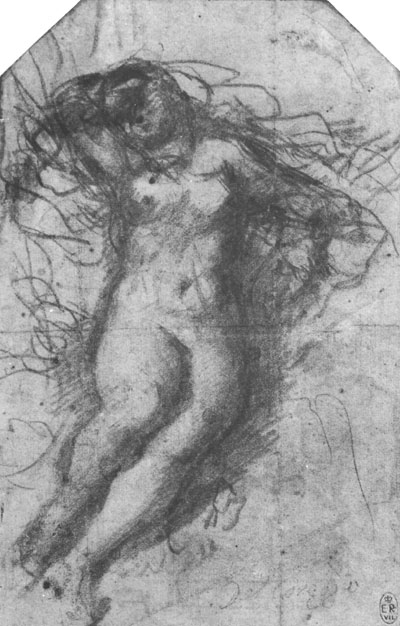
Disegno preparatorio

Venere e Amore spiati da un satiro a olio su tela (190x124 cm) di Correggio, databile al 1527-1528 circa e conservato nel Museo del Louvre di Parigi. Anticamente era stata interpretata anche come Giove e Antiope

## Storia
Si tratta della più antica tela a soggetto mitologico del Correggio, che dovette probabilmente ispirare la celebre serie degli Amori di Giove.
Come l’Educazione di Cupido, anche per questa tela la provenienza più antica che si conosca è stata rintracciata da Guido Rebecchini nell'inventario del tardo Cinquecento del conte mantovano Nicola Maffei. È molto probabile che uno dei membri della famiglia Maffei avesse commissionato i due dipinti che giunsero poi, entro il primo Seicento, presso la famiglia Gonzaga, con cui i Maffei erano in stretti rapporti.
Nel 1628 il dipinto lasciò l'Italia per entrare nelle collezioni di Carlo I d'Inghilterra. Dopo varie vicissitudini passò alla collezione Mazzarino e quindi al re Luigi XIV e più tardi alla sua sede attuale.
Il dipinto conobbe una grande fortuna, fu studiato da Taddeo e Federico Zuccari ed ebbe l'onore di comparire nella galleria ideale di Apelle dipinta da Willem van Haecht.
Ne esiste un disegno preparatorio a matita rossa per la figura della Venere addormentata che sembra suggerire che il Correggio abbia studiato questa figura dal vero.

## Descrizione e stile
Venere e il figlio, incarnazioni dell'erotismo, si sono assopiti totalmente nudi - appena sopravvelati dall'ampio drappo azzurro - e tali appaiono non appena il satiro voglioso (forse Pan) silentemente li scopre.
Il soggetto era piuttosto comune nel Cinquecento, probabilmente derivava dalla descrizione di un bassorilievo che ornava una fontana presente nella Hypnerotomachia Poliphili di Francesco Colonna e dall'incisione che accompagnava quel testo.
L'atmosfera innegabilmente lasciva inviterebbe a lèggere la scena come un'allegoria delle potenze progenitrici della natura e dei piaceri dell'amore carnale. L'idea della forza terrestre onnipervasiva sembra essere il soggetto principale del dipinto. Infatti da sotto il lenzuolo, sul quale sono sdraiati Venere e Cupido, spunta una torcia accesa, le cui fiamme sono rivolte verso l'alto: simbolo dell'amore non sopito, e assai temibile. La pelle del gran leone sulla quale dormono Venere e Cupido può rappresentare - al contrario - il concetto astratto della fortezza temperante, anche perché le frecce della faretra pericolosa sono immobili, e l'arco è ben custodito dalla dea madre.
E se l'Educazione di Amore si riferiva alla fulgida dea come portatrice di alti sentimenti positivi (Venere Celeste), così questa tela affiancante - quale imprescindibile compimento di una cultura tutta rinascimentale, pienamente vissuta dal Maffei - è dedicata all'insorgere dell'eros come dono universale, egualmente offerto dalla Venere Pandemia, ossia da una potenza divina che non dimentica alcuno.
Rispetto ai possibili modelli, il dipinto del Louvre spicca per essere al tempo stesso meno volgare e più seducente. La sensualità della Venere addormentata è valorizzata dalla posa arcuata del suo corpo su cui si riverbera la calda luce del crepuscolo, ma la presenza del paffuto cupido che riposa sereno al suo fianco, sfiorandole una coscia, così come l'espressione dolce del satiro-fanciullo che spia la scena, rendono l'immagine molto più fresca e dolce rispetto a lavori simili che forse il Correggio poté aver conosciuto.
Al modo del Correggio maturo la composizione è apparentemente semplice, ma in realtà estremamente complessa, continuamente ingegnata su diagonali, scorci e rimandi (si notino i giri uncinati delle braccia), e impostata per la visione dall'alto, quella del satiro.